# 安丘王墓群
安丘王墓群，位于山东省济宁市曲阜市吴村镇王林村，是中华人民共和国山东省文物保护单位之一。
1977年12月23日，授予山东省文物保护单位，是一座古墓葬。